# Draaiorgel de Stolwijker
Draaiorgel de Stolwijker is een Nederlands straatorgel, dat oorspronkelijk een dansorgel was.

## Bouw
Het orgel werd gebouwd in 1920 door een Belgische orgelbouwer, waarschijnlijk Emile Devreese.
Als dansorgel stond het in een danszaal in Stolwijk, vandaar de naam de Stolwijker. In de jaren dertig van de twintigste eeuw werd het door de Duitse orgelbouwer Carl Frei verbouwd tot een 72-toets straatorgel.

## Eigendom
Als straatorgel heeft het instrument vele eigenaren en huurders gehad. In de periode 1935/1942 behoorde het tot de collectie van de toen beroemde Amsterdamse orgelverhuurder Willem van Jaaren. Na 1945 had het orgel onder meer Arnhem, Assen en Hoogeveen als standplaats en in 1974 kwam de Stolwijker terecht in België. Het zou in 1975 naar Amerika zijn uitgevoerd indien dat niet was voorkomen door de net opgerichte stichting Draaiorgelvrienden Assen. Die kocht het terwijl het reeds in Antwerpen gereed stond om te worden verscheept.

## Restauratie
Het orgel verkeerde in 1975 in een slechte staat van onderhoud en werd door Henk Veeningen in Balkbrug grondig gerestaureerd en uitgebreid met trombones en bifoon tegenzang, ook werd een nieuw register bourdon op zang gemaakt. Het front werd opnieuw geschilderd en voorzien van drie beelden door Jetse de Boer uit Leeuwarden. In oktober 1976 werd het orgel feestelijk in gebruik genomen door mr. Romke de Waard met als hoogtepunt de door hem voor de gelegenheid gecomponeerde mars genaamd 'k Wil Assen verrassen.
Het orgel deed sindsdien dienst als stadsorgel van Assen. In die hoedanigheid werden er ook vele uitstapjes in Europa mee gemaakt. Toen in 1981 in Assen het draaiorgelmuseum werd opgericht kreeg de Stolwijker daar een plaats.
Het orgel heeft tot de sluiting ervan in 2008 in het orgelmuseum gestaan. Na de opheffing van de draaiorgelstichting in 2012 is het instrument in bezit gekomen van een liefhebber te Assen die er regelmatig mee speelde in de Drentse hoofdstad en wijde omgeving. Enkele jaren later is het verkocht aan een Britse orgelliefhebber die er mee speelt op evenementen in het Verenigd Koninkrijk.

## Dispositie
De dispositie is als volgt:
- Bassen 8 toetsen, 2 sterk met in forte trombone
- Accompagnementen: 11 toetsen 2 sterk
- Zang: 22 toetsen, viool 2 sterk, celeste 2 sterk, bifoon 1 sterk, bourdon zang 2 sterk
- Tegenzang: 13 toetsen, undamaris 2 sterk, bifoon tegenzang 2 sterk
- Tremolo op zang en bifoon tegenzang
- Grote trom 1 toets
- Kleine trom 2 toetsen

Het totaal aantal pijpen is 255.